# Jürgen Haase
Jürgen Haase (Friedersdorf, 19 gennaio 1945) è un ex mezzofondista tedesco, due volte campione europeo dei 10000 metri piani.

## Biografia
Si impose alla ribalta internazionale fin nella categoria juniores: nel 1964 vinse i 1500 m e i 3000 m nella prima edizione dei Giochi europei juniores (i futuri Campionati europei juniores). Passato alle lunghe distanze, nel 1966 vinse subito il campionato europeo di Budapest sui 10000 m e bissò il successo ad Atene nell'edizione del 1969 mentre nel 1971, a Helsinki, dovette accontentarsi del secondo posto, battuto allo sprint dall'idolo di casa Juha Väätäinen.
Pur avendo dominato la scena europea, non riuscì ad ottenere risultati di rilievo alle Olimpiadi. Nel 1968, a Città del Messico, concluse al sedicesimo posto, mentre fu costretto a rinunciare ai Giochi del 1972 per le conseguenze di un infortunio.
Al suo palmarès vanno aggiunte due vittorie in Coppa Europa nei 10000 m con la rappresentativa della Germania Est (1967 e 1970) e svariati titoli nazionali su 5000 m, 10000 m e corsa campestre.

## Palmarès
| Anno | Manifestazione   | Sede     | Evento        | Risultato | Prestazione | Note |
| ---- | ---------------- | -------- | ------------- | --------- | ----------- | ---- |
| 1964 | Europei juniores | Varsavia | 1500 m piani  | Oro       | 3'52"4      |      |
| 1964 | Europei juniores | Varsavia | 3000 m piani  | Oro       | 8'25"4      |      |
| 1966 | Europei          | Budapest | 10000 m piani | Oro       |             |      |
| 1969 | Europei          | Atene    | 10000 m piani | Oro       |             |      |
| 1971 | Europei          | Helsinki | 10000 m piani | Argento   |             |      |

## Altre competizioni internazionali
1967
- Argento in Coppa Europa ( Kiev), 5000 m piani - 15'27"8
- Oro in Coppa Europa ( Kiev), 10000 m piani - 28'54"2

1970
- Coppa Europa di atletica leggera ( Stoccolma)
- Oro in Coppa Europa ( Stoccolma), 10000 m piani - 28'26"8